# Chrysacris tato
Chrysacris tato är en insektsart som beskrevs av Zheng, Yiping och Et al. 1992. Chrysacris tato ingår i släktet Chrysacris och familjen gräshoppor. Inga underarter finns listade i Catalogue of Life.